# João Maurício Adeodato
João Maurício Leitão Adeodato (Belo Horizonte, 12 de março de 1956), é um jurista e filósofo do direito brasileiro. Foi um dos principais responsáveis pela consolidação da pós-graduação stricto sensu em Direito no Brasil, tendo atuado em diversas universidades brasileiras e destacando-se pela atuação no CNPq, na CAPES, na Comissão Nacional de Educação Jurídica da OAB e em diferentes comissões no MEC, de graduação e pós-graduação. Em sua atuação como filósofo, realizou a primeira análise crítica da obra de Hannah Arendt no Brasil nos anos 1980 e também se tornou pioneiro na adoção de uma teoria retórica do direito.
Na história da filosofia do Direito, Adeodato foi o primeiro brasileiro a participar do Comitê Executivo do Congresso Mundial da Associação Internacional de Filosofia Jurídica e Social – IVR (na sigla em alemão). Em reconhecimento por sua trajetória internacional, recebeu a Comenda Domingos Martins, a mais alta honraria da Assembleia Legislativa do Estado do Espírito Santo, em 2023, assim como títulos de cidadão dos estados de Pernambuco e Piauí e da cidade de Olinda, dentre diversas outras honrarias.

## Biografia acadêmica e profissional
Nascido em Belo Horizonte (Minas Gerais), transferiu-se ainda criança para Olinda, Pernambuco. Concluiu seus estudos no Colégio de Aplicação (da Universidade Federal de Pernambuco), ingressando logo em seguida no curso de graduação da Faculdade de Direito do Recife (UFPE). Em 1978, começa a trabalhar como advogado em Pernambuco. No ano seguinte, em 1979, inicia o curso de mestrado em direito na USP, com uma pesquisa sobre "A filosofia do direito de Nicolai Hartmann" sob orientação de Miguel Reale.[carece de fontes?]
Em 1981, Adeodato inicia o curso de doutorado em direito na USP, com a orientação de Tércio Sampaio Ferraz Jr. Desta vez, passa a investigar e analisar criticamente o pensamento de Hannah Arendt. Foi a primeira monografia acadêmica crítica em relação a esse tema, pouco depois da publicação de um livro biográfico sobre Hannah Arendt por outro professor da USP, Celso Lafer, em 1979. Adeodato concluiu o doutorado em 1986, aos 30 anos.
Antes disso, Adeodato foi aprovado (1982) e nomeado (1983) para o cargo de Professor Assistente da Faculdade de Direito da UFPE. Após obter o doutorado em 1986, se tornou Professor Adjunto naquela Faculdade, alcançando a titularidade (cátedra, posto máximo na carreira acadêmica), por concurso público, em 1990. Desde o final dos anos 1980, Adeodato lecionou Filosofia do Direito para os cursos de pós-graduação em direito da UFPE e também em outros programas brasileiros, consolidando a pós-graduação na área.[carece de fontes?]
A partir de 1984, tornou-se pesquisador do CNPq e criou o hoje mais longevo grupo de pesquisa em Direito do Brasil. É Pesquisador I-A do CNPq desde 1997. Desde 1988, realizou uma série de pós-doutorados em universidades alemãs. Seus primeiros pós-doutorados foram na Universidade de Mainz, onde conheceu filósofos retóricos adeptos do pensamento de Theodor Viehweg. Também realizou seus estudos pós-doutorais na Universidade de Freiburg (1995), de Heidelberg (2000, 2003, 2009, 2011), de Hagen (2014-2015), de Frankfurt (2018-2019) e de Kiel (2023-2024).
Foi também Diretor do Departamento Jurídico da Secretaria de Educação do Estado de Pernambuco no segundo Governo Miguel Arraes. Foi Mentor e Coordenador dos Cursos de Direito da Universidade Maurício de Nassau. Também atuou como Coordenador Científico dos cursos de Pós-Graduação da Escola da Magistratura de Pernambuco. Prestou consultoria acadêmica e jurídica na elaboração, credenciamento e melhoria de dezenas de cursos públicos e privados de graduação e pós-graduação em direito no país. E também atuou como parecerista e consultor jurídico.
Em 2011, tornou-se Livre-docente em Filosofia do Direito pela Universidade de São Paulo, após aprovação em concurso público, com a tese: "Uma teoria da norma jurídica e do direito subjetivo numa filosofia retórica da dogmática jurídica".
Após sua aposentadoria na UFPE, permaneceu em suas funções docentes e acadêmicas em outras instituições. É Professor Permanente da Faculdade de Direito de Vitória desde 2006 e da Universidade Nove de Julho desde 2018. Professor Colaborador da Escola Paulista de Direito e Professor Colaborador do LL.M. Legal Theory da Universidade de Frankfurt.
Adeodato atuou como Professor convidado em diversas instituições estrangeiras: Universidades de Göttingen (1991, 2000, 2015 e 2019), Freiburg im Breisgau (1995), Frankfurt am Main (1995, 2011 e 2015), Duquesne Pittsburgh (1999), Coimbra (2000), Pablo de Ollavide de Sevilla (2000), Augsburg (2000), Kiel (2000, 2018, 2023 e 2024), Lecce (2004), Nacional del Comahue de Bariloche (2006 e 2013), Patras, Grécia (2006), de los Andes e Católica de Chile (2008), Bielefeld (2009), Frankfurt (1995, 2011, 2015 e 2019), Buenos Aires (2011), Lisboa (2012, 2014), Minho (2014), Salzburg (2012, 2014, 2015 e 2019), Zurique (2023-2024) e no Instituto Tecnológico Autónomo de México (2012).[carece de fontes?]

## Pensamento

### Pensamento jurídico: retórica realista do direito
A retórica realista de Adeodato se opõe a teses dominantes na cultura ocidental contemporânea no que diz respeito à retórica e ao direito. Retoma as discussões dos sofistas, de Aristóteles e de outros pensadores posteriores como o filósofo cético helenista Sextus Empiricus, cujas obras sempre têm por títulos “contra” (adversus): inspirado no filósofo, chamou suas teses principais “contra os filósofos ontológicos”, “contra os retóricos aristotélicos” e “contra os filósofos ontológicos e os retóricos aristotélicos”.
Adeodato defende que a realidade é criada, constituída, conformada pelo relato vencedor, a retórica material. Isso não é o consenso, nem uma essência ontológica. É a linguagem humana, controlada intersubjetivamente na própria linguagem. Todo pensamento e toda percepção humanos se dão na e pela linguagem. Nada escapa da retórica. Os dados empíricos não são objetivos, mas isso não implica que a realidade seja subjetiva, pelo menos no sentido de dependente de cada indivíduo: eles são intersubjetivos, daí o conceito de controle público da linguagem. Por isso, Adeodato também combate os "decisionismos" e outras formas de imposição autoritária de decisões jurídicas.
Essa visão da retórica inspira-se, também, em Friedrich Nietzsche, Theodor Viehweg, Ottmar Ballweg e Katharina von Schlieffen (Sobota). Apesar das influências, Adeodato desenvolve também argumentos originais.

### Pensamento político: democracia radical
Em 2016, durante a polêmica do processo de impeachment contra a Presidente da República, Dilma Rousseff, Adeodato se posicionou em entrevista ao Diário de Pernambuco: apesar de contrário ao impeachment, pois as consequências não seriam boas ao país (pragmatismo), argumentou que o procedimento se deu pelas autoridades competentes e pelo rito devido. Logo, não se pode falar em "golpe", banalizando o conceito.
Adeodato também se posicionou pela pulverização do poder e se declarou um "democrata radical". Nessa mesma entrevista, Adeodato se declarou parlamentarista e democrata, criticando os políticos profissionais e os partidos existentes nos seguintes termos:
Não é possível transplantar uma experiência histórica. Eu sou a favor do parlamentarismo, de um Congresso forte, um Judiciário forte, um Ministério Público forte, justamente para fiscalizar mutuamente esses desmandos que estão por aí. O segredo é fragmentar o poder, desconcentrá-lo e mudar continuamente aqueles que o exercem. O que o Brasil precisa é ter paciência com a democracia, que sempre depende de evoluir, precisa de tempo. Eu tremo todo quando vejo as pessoas pedindo a volta do autoritarismo. Querer isso é muita ignorância, falta de visão. Sou a favor do parlamentarismo, da Federação, dos estados fortes, de bairros fortes, associações de bairros, até de ruas. O Brasil é um caos porque os filtros democráticos no país estão completamente errados. Eu sei que o brasileiro não é um povo exatamente honesto. Mas diria que os brasileiros desonestos são em torno de 30% enquanto os poderosos desonestos são 95%. Então, está havendo algum problema nos filtros democráticos. Corrupção é um problema ético, mas a gente esquece que esses caras também são uns analfabetos em termos de gestão. Por que o político fez a avenida e ela agora está cheia de buracos? Ele tem que pagar. Tem que entrar no dinheiro privado dele. Tirar a casa dele na praia para pagar aqueles buracos que fez ali.

## Consultoria acadêmica e honrarias (excertos)
Dentre as diversas atuações de consultoria nacional em órgãos públicos e honrarias:
- Consultor ad hoc da CAPES para reconhecimento de programas de pós-graduação (1990-1998), seleção de pesquisadores, bolsas no país e no exterior (desde 1990);
- Representante da Área de Direito no Comitê de Ciências Sociais Aplicadas do CNPq (1992-1995 e 2000-2003);
- Presidente do mesmo Comitê e membro do Conselho Diretor do CNPq (1994-1995);
- Consultor ad hoc de dezenas de Fundações Estaduais de Pesquisa (desde 1990);
- Avaliador do DAAD para a área de direito (2003-2004);
- Membro da Comissão do Kyoto Prize da Inamori Foundation, Japão (2016)[10];
- Membro da Comissão de Educação Jurídica, antes Comissão de Ensino Jurídico, do Conselho Federal da OAB (1995-2000, 2005-2007, 2010-2015);
- Coordenador da Comissão de Implementação das Disciplinas do Eixo Fundamental no Exame de Ordem (2011-2012);
- Membro do Comitê Executivo da Associação Internacional de Filosofia Jurídica e Social (IVR) (2011-2015, 2016-2019);
- Membro honorário do Conselho Nacional de Pesquisa e Pós-Graduação em Direito - CONPEDI (2009);
- Títulos de Cidadão do Estado de Pernambuco e da Cidade de Olinda[11];
- Título de Cidadão do Estado do Piauí[12];
- Comenda "Domingos Martins", Assembleia Legislativa do Espírito Santo.[2]
- Comenda "Frei Caneca", Tribunal de Justiça de Pernambuco.

## Obras
Com mais de duas centenas de trabalhos publicados no Brasil e no exterior (Alemanha, Argentina, China, Espanha, Estados Unidos, França, Holanda, Índia, Itália, Portugal e Turquia) em retórica e filosofia do direito, Adeodato é reconhecido como um dos principais filósofos brasileiros do direito. Dentre suas principais obras:
- Introdução ao Estudo do Direito: Retórica Realista, Argumentação e Erística. Rio de Janeiro: Forense, 2023.
- Filosofia do direito: uma crítica à verdade na ética e na ciência (1996). 6. ed. São Paulo: Saraiva, 2019.
- O problema da legitimidade: no rastro do pensamento de Hannah Arendt (1989). 2. ed. Belo Horizonte: D'Plácido, 2016.
- Uma teoria retórica da norma jurídica e do direito subjetivo (2012). 2. ed. São Paulo: Noeses, 2014.
- Ética e retórica: para uma teoria da dogmática jurídica (2005). 5. ed. São Paulo: Saraiva, 2012.
- A retórica constitucional: sobre tolerância, direitos humanos e outros fundamentos éticos do direito positivo (2009). 2. ed. São Paulo: Saraiva, 2010.